# Спортсмени-олімпійці з Росії на зимових Олімпійських іграх 2018
Через допінговий скандал за участю російських олімпійців Міжнародний олімпійський комітет дозволив виступити на Зимових Олімпійських іграх 2018 лише деяким спортсменам з Росії. Вони змушені виступати не під прапором Росії, а під прапором МОК, окрім того, у протоколах вони фігурували як Спортсмени-олімпійці з Росії. За підсумками засідання організації, яке відбулося 5 грудня 2017 року, Олімпійський комітет Росії відсторонили від участі у зимових Олімпійських іграх.

## Медалісти
| Медалі | Спортсмени | Вид спорту          | Дисципліна                  | Дата      |
| ------ | --- | ------------------- | --------------------------- | --------- |
| Золото | Аліна Загітова | Фігурне катання     |                             | 23 лютого |
| Золото | Збірна Росії з хокею з шайбою | Хокей               |                             | 25 лютого |
| Срібло | Михайло Коляда Євгенія Медведєва Аліна Загітова Євгенія Тарасова Володимир Морозов Наталія Забіяко Олександр Енберт Катерина Боброва Дмитро Соловйов | Фігурне катання     | командні змагання           | 12 лютого |
| Срібло | Микита Трегубов | Скелетон            | чоловіки                    | 16 лютого |
| Срібло | Олександр Большунов Олексій Червоткін Андрій Ларьков Денис Спіцов                                                                                    | Лижні перегони      | естафета 4х10 км (чоловіки) | 18 лютого |
| Срібло | Денис Спіцов Олександр Большунов | Лижні перегони      |                             | 21 лютого |
| Срібло | Євгенія Медведєва | Фігурне катання     |                             | 23 лютого |
| Срібло | Олександр Большунов | Лижні перегони      |                             | 24 лютого |
| Бронза | Семен Єлістратов | Шорт-трек           | 1500 м (чоловіки)           | 10 лютого |
| Бронза | Юлія Бєлорукова | Лижні перегони      | спринт (жінки)              | 13 лютого |
| Бронза | Олександр Большунов | Лижні перегони      | спринт (чоловіки)           | 13 лютого |
| Бронза | Денис Спіцов | Лижні перегони      | 15 км вільним стилем        | 16 лютого |
| Бронза | Наталія Вороніна | Ковзанярський спорт | 5000 метрів (жінки)         | 16 лютого |
| Бронза | Юлія Бєлорукова Ганна Нечаєвська Наталія Непряєва Анастасія Сєдова                                                                                   | Лижні перегони      | естафета 4х5 км (жінки)     | 17 лютого |
| Бронза | Ілля Буров | Фристайл            | акробатика                  | 18 лютого |
| Бронза | Сергій Ридзик | Фристайл            | скікрос (чоловіки)          | 21 лютого |
| Бронза | Андрій Ларков | Лижні перегони      |                             | 24 лютого |

## Учасники
| Вид спорту      | Чоловіки | Жінки | Всього |
| --------------- | -------- | ----- | ------ |
| Біатлон         | 6        | 5     | 11     |
| Керлінг         | 1        | 6     | 7      |
| Фігурне катання | 7        | 8     | 15     |
| Хокей із шайбою | 25       | 23    | 48     |
| Санний спорт    | 7        | 3     | 10     |
| Шорт-трек       | 5        | 5     | 10     |
| Всього          | 51       | 50    | 101    |